# 韦尔诺
韦尔诺（法語：Vernot，法語發音：[vɛʁno]）是法国科多尔省的一个市镇，位于该省东部偏北，属于第戎区。

## 地理
韦尔诺（47°29'30"N, 4°58'27"E）面积12.91 平方千米，位于法国勃艮第-弗朗什-孔泰大區科多尔省，该省份为法国中东部省份，北起奥布省，西接涅夫勒省和约讷省，南至索恩-卢瓦尔省，东南接汝拉省，东临上索恩省，东北部与上马恩省接壤。
与韦尔诺接壤的市镇（或旧市镇、城区）包括：塔尔叙勒、屈尔蒂勒圣塞纳、索西、谢涅、库尔蒂夫龙、弗朗什维尔、维勒孔特。
韦尔诺的时区为UTC+01:00、UTC+02:00（夏令时）。

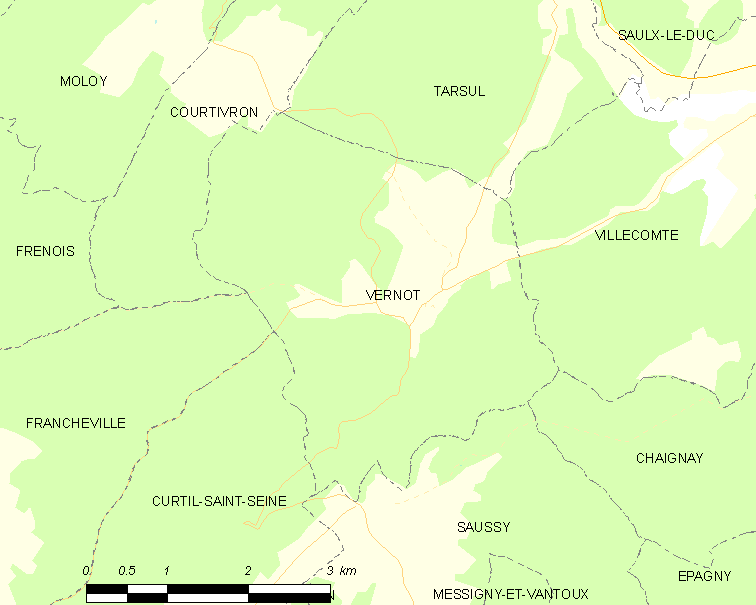
韦尔诺的OSM定位图

## 行政
韦尔诺的邮政编码为21120，INSEE市镇编码为21666。

## 政治
韦尔诺所属的省级选区为蒂耶河畔伊斯县。

## 交通
科多尔省省道D103线和D996线在境内交汇。

## 人口

1962-2008年间韦尔诺人口变化图示

韦尔诺于2022年1月1日时的人口数量为96人。